# أحادي أكسيد ثنائي البروم
أحادي أكسيد ثنائي البروم هو مركب كيميائي صيغته Br2O، ويوجد على شكل صلب بني غامق.

## التحضير
يحضر المركب من تفاعل عنصر البروم مع أكسيد الزئبق الثنائي:
{\displaystyle {\ce {2 Br2 + 3 HgO -> HgBr2 * 2 HgO + Br2O}}}

## الخواص
يوجد المركب في الشروط القياسية على هيئة صلب بني غامق، وهو مستقر فقط تحت الدرجة -40 °س. للمركب بنية منحنية، وله تناظر جزيئي من النمط C2v؛ ويبلغ طول الرابطة Br−O مقدار 1.85 أنغستروم؛ وزاوية الرابطة Br−O−Br مقدار 112°.

## الاستخدامات
يمكن أن يستخدم هذا المركب من أجل تفاعلات البرومة.